# متروی مونیخ

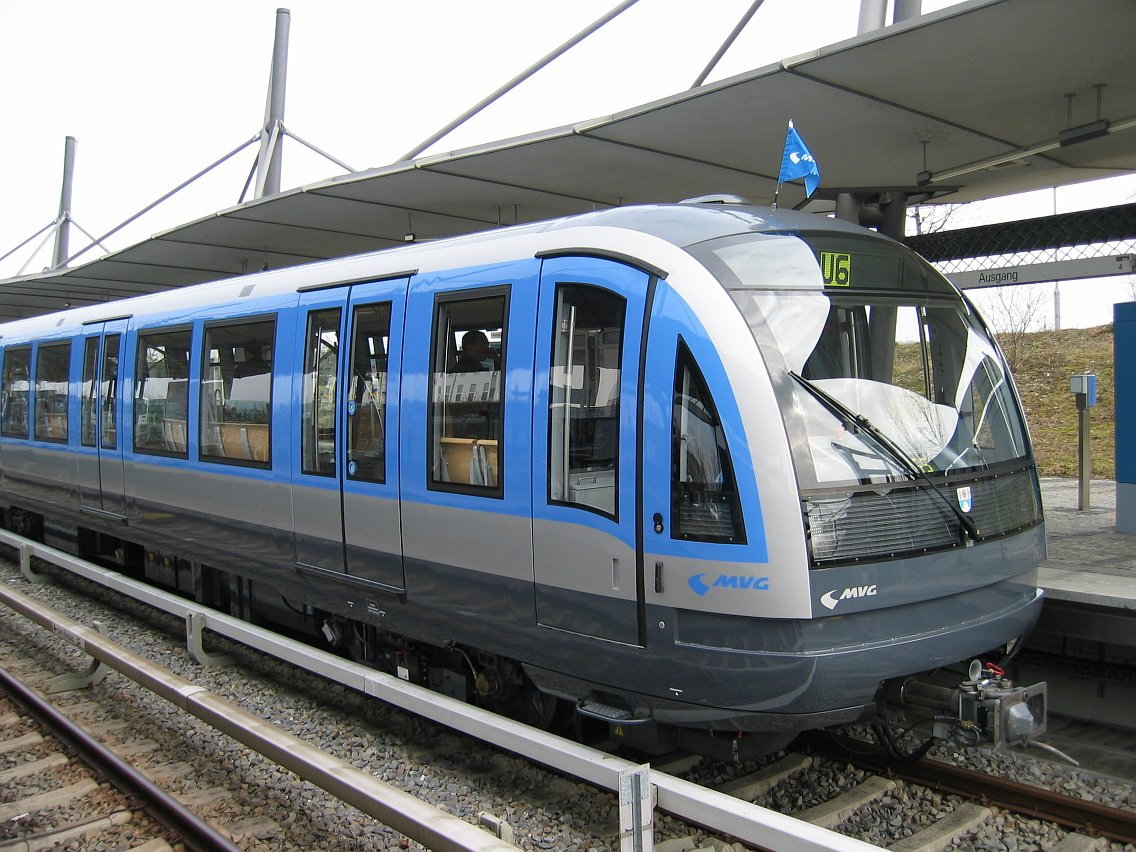
قطار کلاس C در ایستگاه گارشینگ - هاشبروک

متروی مونیخ (به آلمانی: U-Bahn München) یک سامانه مترو با ریل برقی واقع در مونیخ آلمان است. این مترو در ۱۹ اکتبر ۱۹۷۱ تأسیس شده‌است. این قطار مسافربری شهری نیز دارای ۸ خط و ۹۶ ایستگاه می‌باشد. هم‌چنین متروی مونیخ نیز طبق آمار منتشرشده در سال ۲۰۱۴، روزانه ۱٬۰۶۸٬۴۹۰ نفر را در شهر جابه‌جا می‌کند.

## مسیرهای شبکه مترو

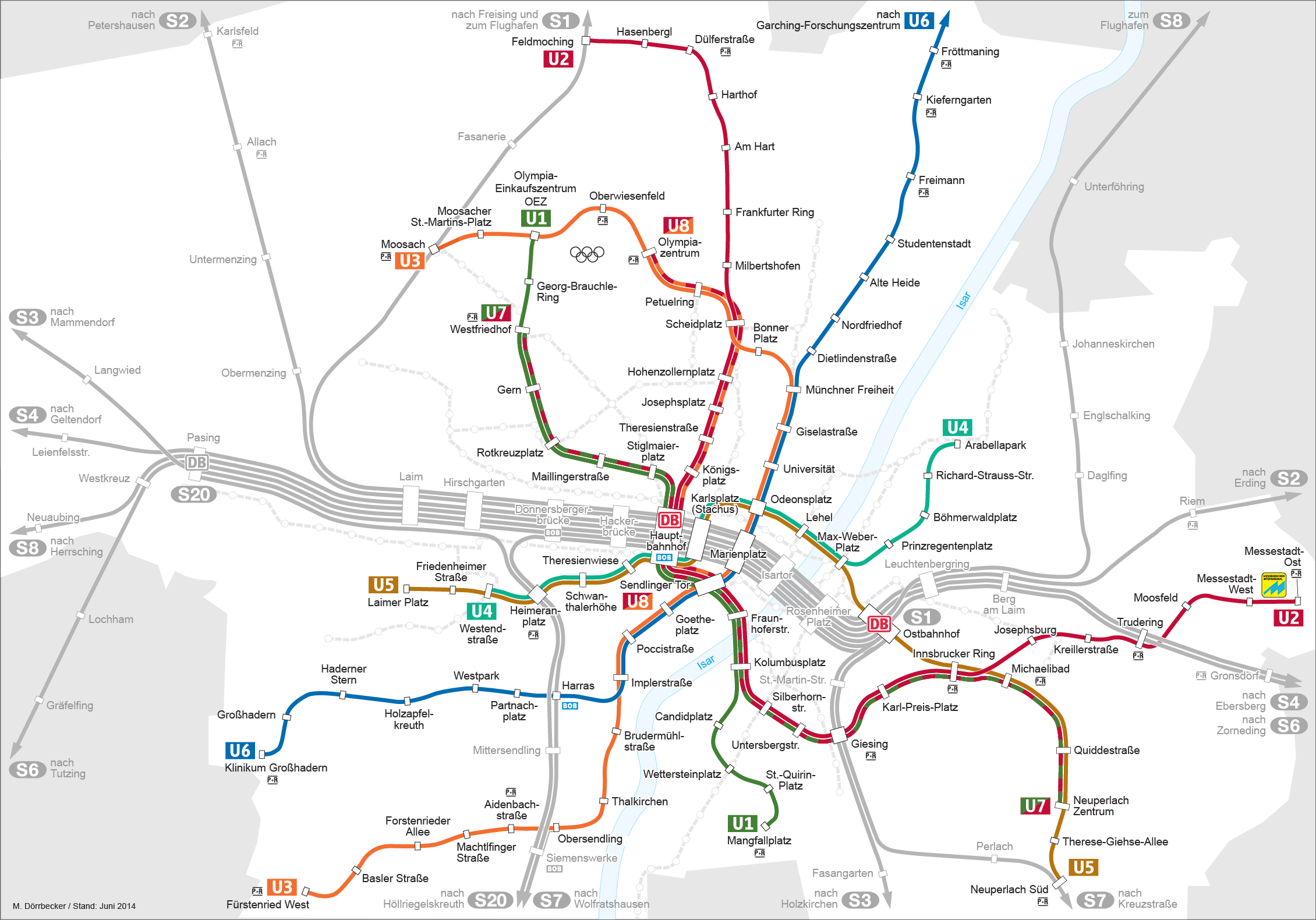
نقشه مسیرهای دربرگیرنده مترو

متروی مونیخ دارای شش خط است:
| U1 | مرکز خرید المپیا - میدان صلیب سرخ - ایستگاه مرکزی - دروازه زندلینگر - میدان کلومبوس - میدان مانگ‌فال                                                                                   |
| U2 | فلدموشینگ - هارت‌هوف - میدان شاید - ایستگاه اصلی - دروازه زندلینگر - میدان کلمبوس - گیزینگ - اینسبروکر رینگ - ترودرینگ - مسه‌شتاد خاوری                                                 |
| U3 | موزاخ - مرکز خرید المپیا - المپیاتسنروم - میدان شاید - مونشنر فرایهایت (آزادی مونیخ) - میدان اودئونز - میدان مارین - دروازه زندلینگر - خیابان ایمپلر - اوبرزندلینگ - فورستن‌رید باختری |
| U4 | خیابان وست‌اند - میدان هایمران - ایستگاه اصلی - میدان کارلز - میدان اودئونز - لهل - میدان ماکس وبر - پارک آرابلا                                                                       |
| U5 | میدان لایمر - خیابان وست‌اند - میدان هایمران - ایستگاه اصلی - میدان کارلز - میدن اودئونز - لهل - میدان ماکس وبر - ایستگاه خاوری - اینسبروکر رینگ - نوی‌پرلاخ جنوبی                      |
| U6 | مرکز تحقیقات گارشینگ - فرایمان - اشتودنتزاشتاد (شهر دانشجویان) - مونشنر فرایهات - میدان اودئونز - میدان مارین - دروازه زندلینگر - خیابان ایمپلر - هاراس - کلینیکوم گروس‌هادرن          |